# Biserica de lemn din Remetea Chioarului

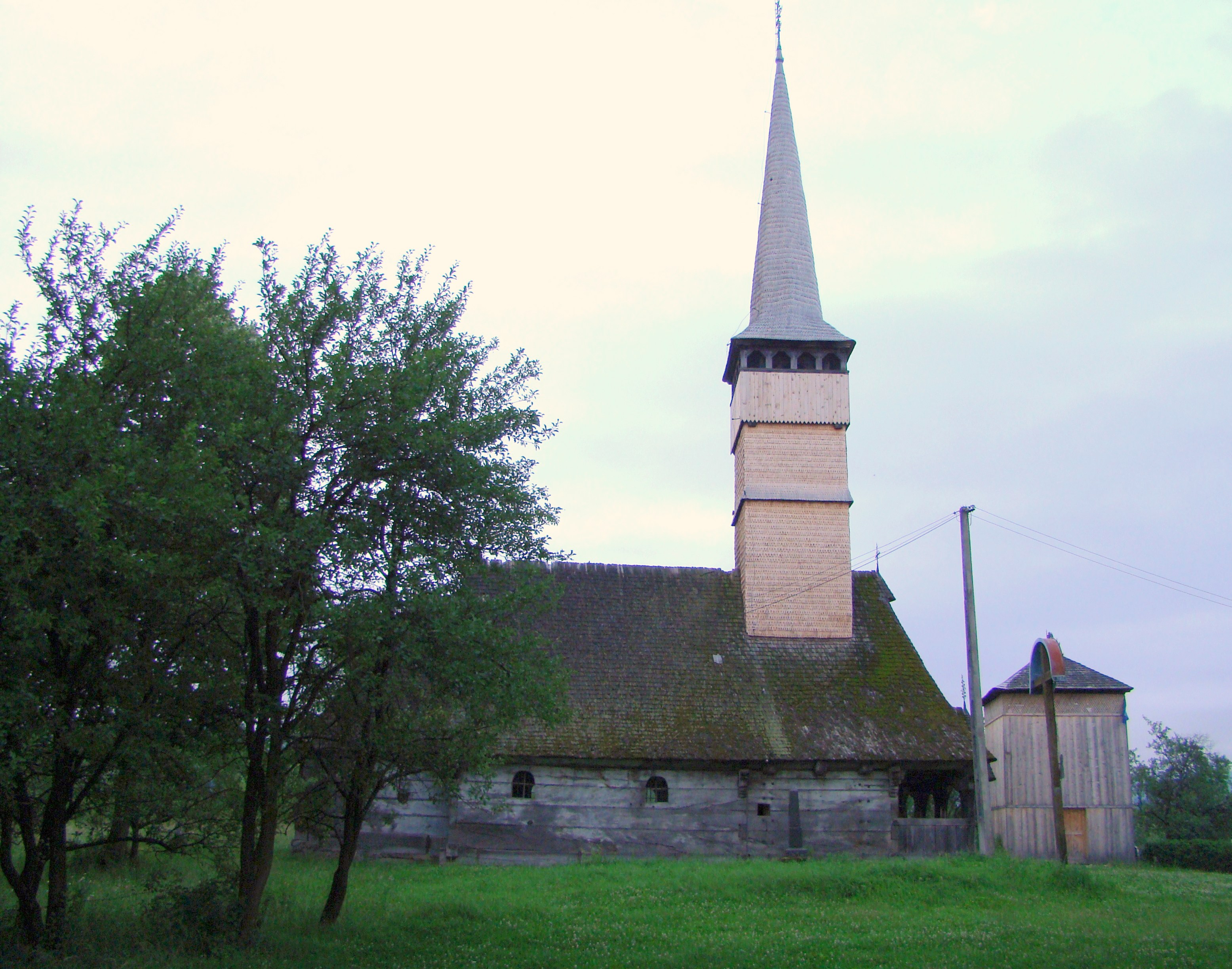
Biserica de lemn „Sfinții Arhangheli Mihail și Gavriil” din Remetea Chioarului, județul Maramureș,foto: iunie 2009.

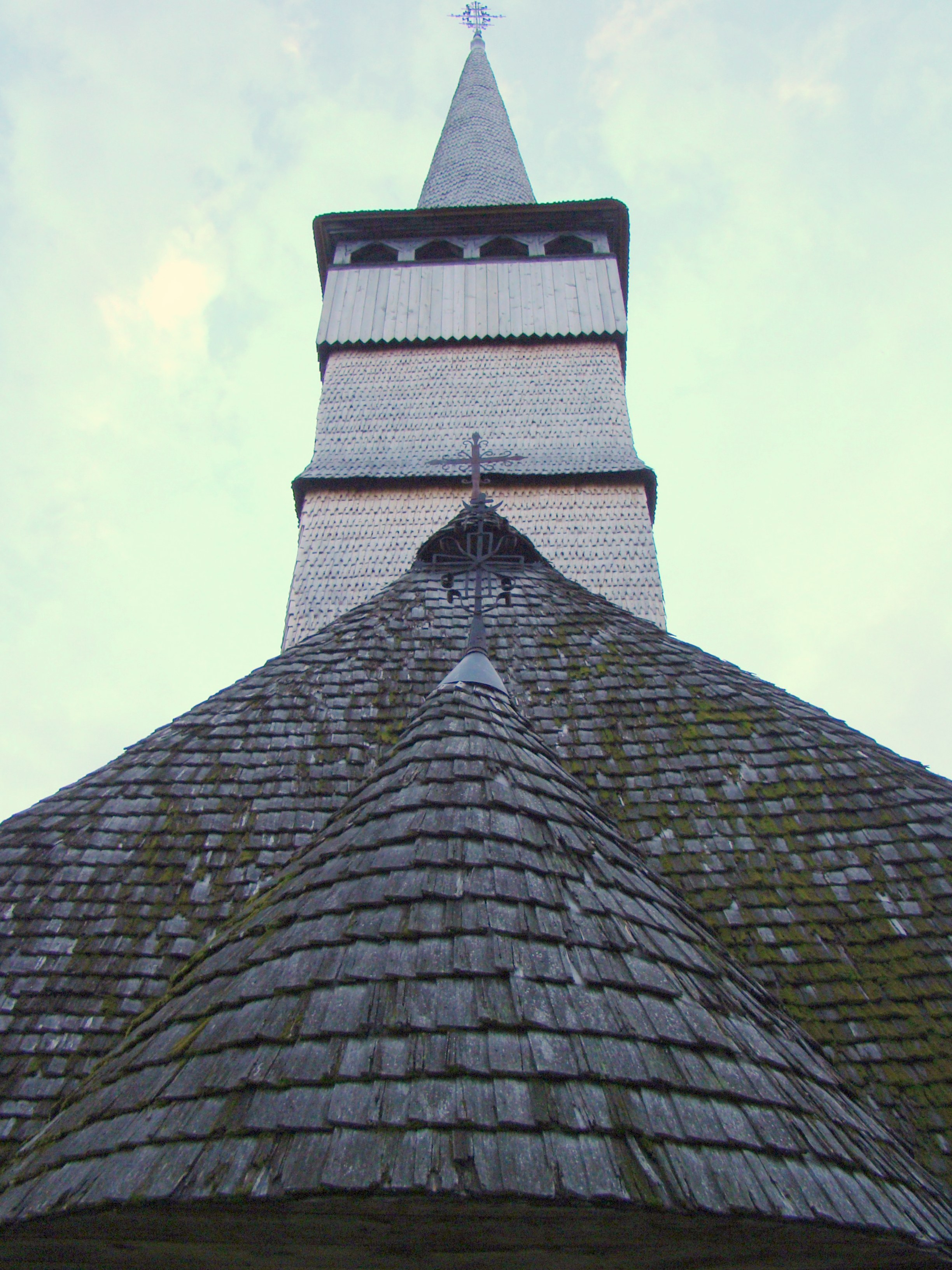
Turnul bisericii

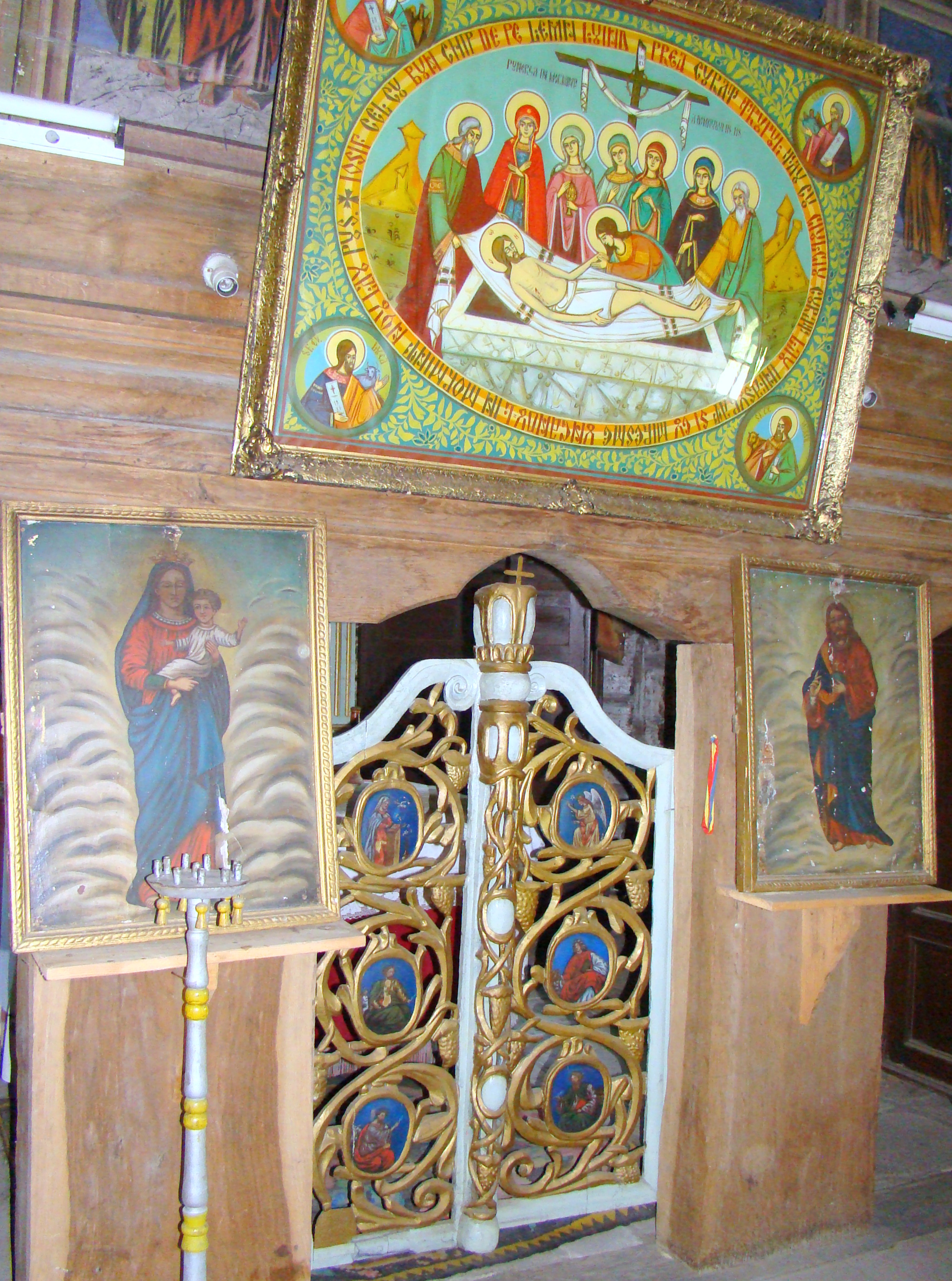
Uși și icoane împărătești

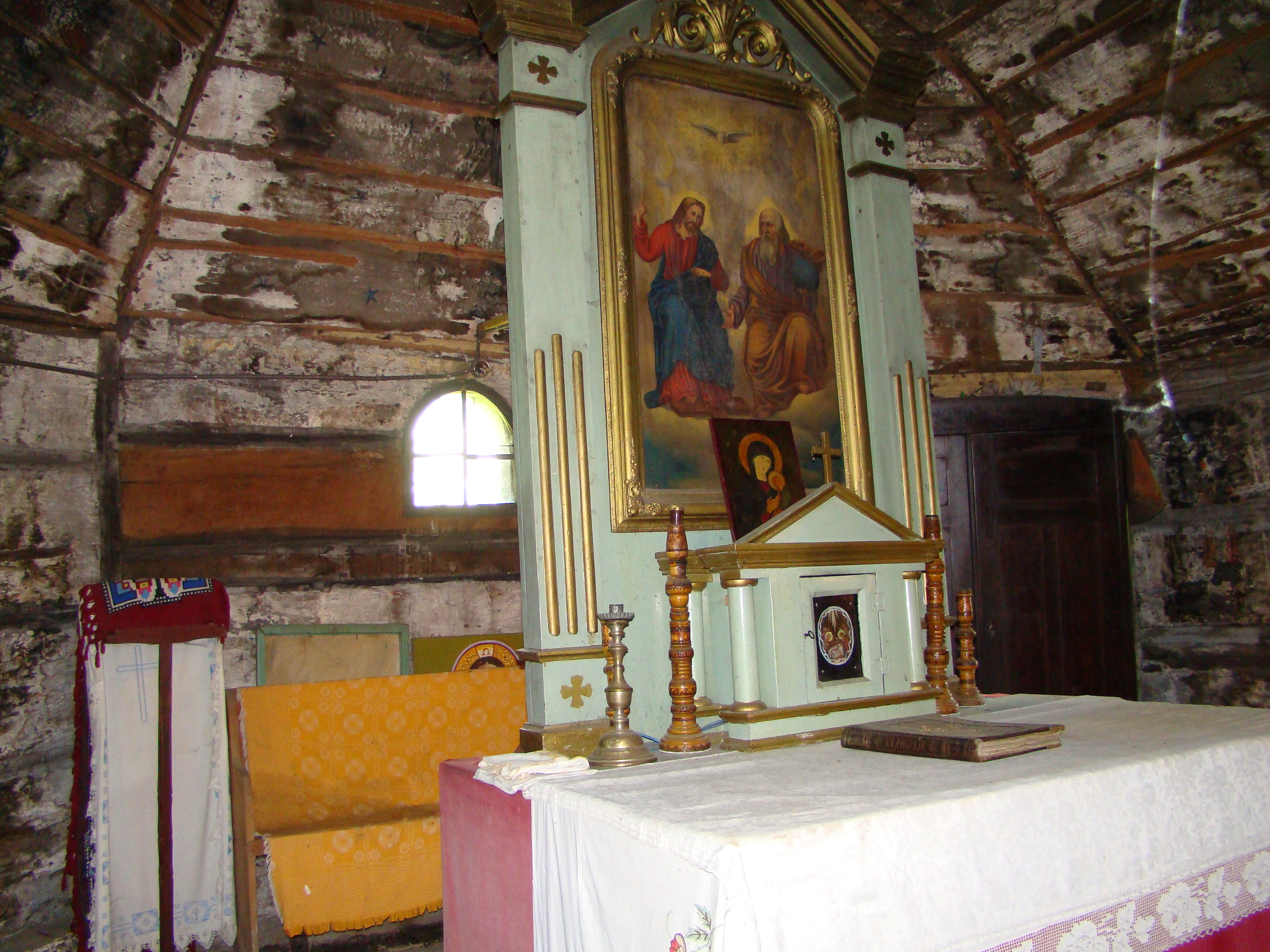
În altar

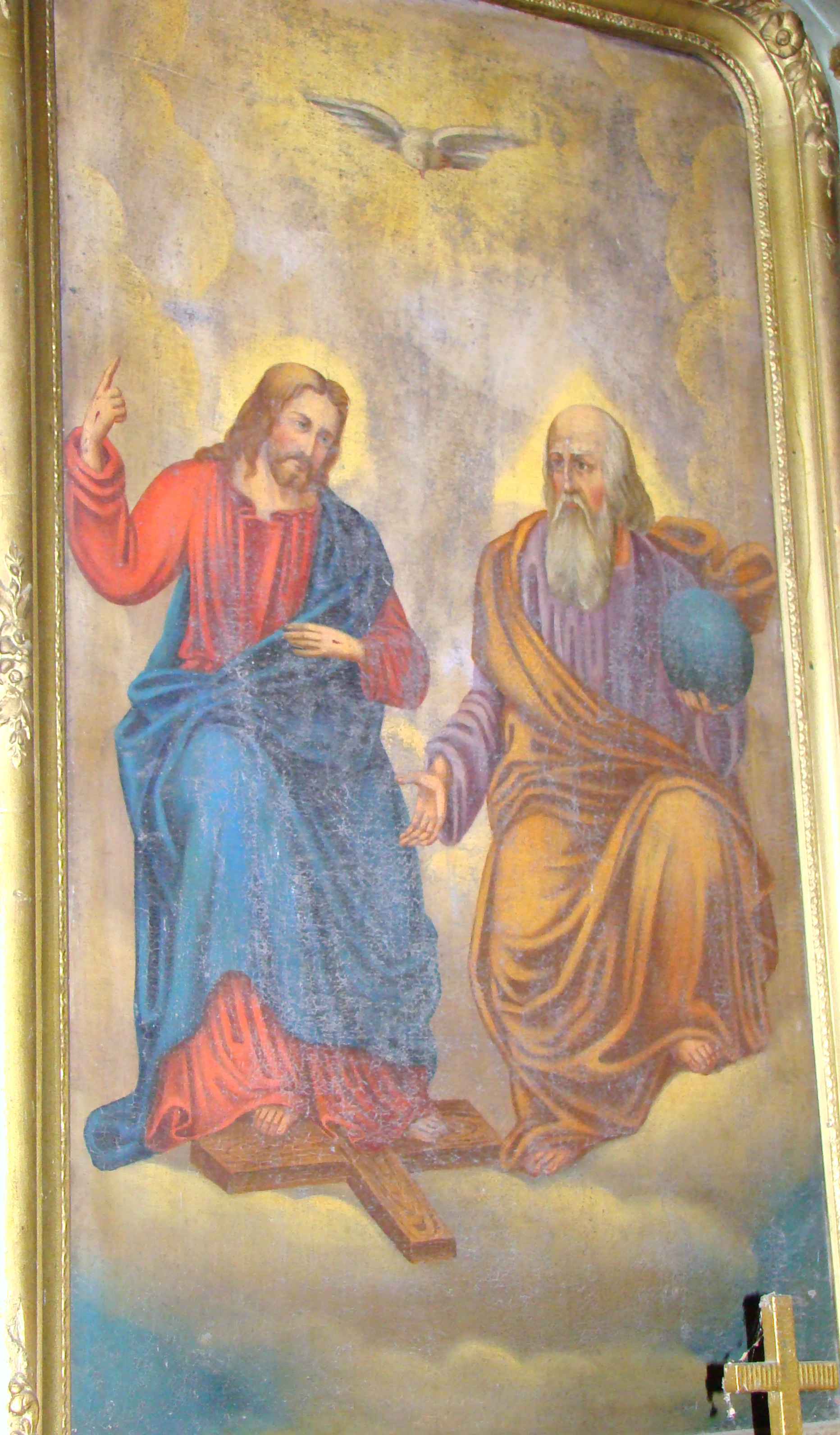
Sfânta Treime

Biserica de lemn  cu hramul „Sfinții Arhangheli Mihail și Gavriil” din Remetea Chioarului, județul Maramureș, a fost ridicată în secolul XVIII Figurează pe lista monumentelor istorice, cod LMI MM-II-a-A-04614.

## Istoric și trăsături
Biserica din lemn de stejar cu hramul „Sfinții Arhangheli” a fost construită probabil în a doua jumătate a secolului al XVIII-lea. La 1900 biserica avea hramul „Sfântul Nicolae”. Perioada în care a fost construită această biserică a dat edificii cu planimetrie, elevații și proporții impunătoare. Monumentul are următoarele dimensiuni: lungimea de 13,15 m, lățimea de 7.80 m și înălțimea de 23 m. Pereții la rândul lor au înălțimea de 2,50 m și grosimea de 25 cm. Planul bisericii este dreptunghiular, cu absida altarului decroșată, pentagonală. Acoperișul are două corpuri, iar învelitoarea este din draniță de brad, așezată în trei straturi. Acoperișul de deasupra prispei are o formă semiconică. Pridvorul are trei arcade largi, cu contrafișe, decorate cu motive alveolare. Deasupra pronaosului se înalță turnul de plan pătrat, cu o treaptă la mijloc. Turnul are un balcon în consolă, învelit cu scânduri și 16 arcade realizate cu ajutorul contrafișelor drepte. Deasupra balconului se înalță coiful zvelt, cu baza un trunchi de piramidă pătrată și o fleșă-piramidă octogonală. Exteriorul bisericii se mai remarcă prin aripile laterale, capetele bârnelor tăiate în formă de trepte, având rol de console, și prin pereții înalți, formați din cinci bârne orizontale (talpa plus patru cununi). Pe unul din pereții exteriori ai altarului se află incizată o cruce greacă, cu un potir deasupra, totul încadrat în inscripția: „1864 AD”, care poate reprezenta data resfințirii bisericii după o importantă reparație. 
Interiorul are distribuția clasică: pridvor, pronaos, naos și altar. Pronaosul are pardoseală de scândură și tavan drept. Pe pereți sunt urme de pictură, fiind vizibile motivele vegetale. Intrarea în naos are un ancadrament simplu. Pardoseala este din lespezi de piatră. La vest, cafasul a fost refăcut în totalitate cu ocazia restaurării din anii 1960-1962. Nava are bolta semicilindrică, în consolă. În absida altarului se intră pe trei uși, care au partea superioară în formă de arc. Altarul are boltire semicilindrică și calotă sferică, iar pardoseala este din lespezi de piatră. Pictura a fost realizată în anul 1834, cum ne spune o inscripție în chirilică și latină aflată în proscomidiar („Înnoirea acestei sfinte biserici consacrată în onoarea Sfântului Nicolae, de importantul bărbat, curatorul principal Iosif Raț, ridicată spre slavă”). Ea a suferit un avansat proces de degradare, păstrându-se doar urme în cea mai mare parte.

## Imagini din exterior

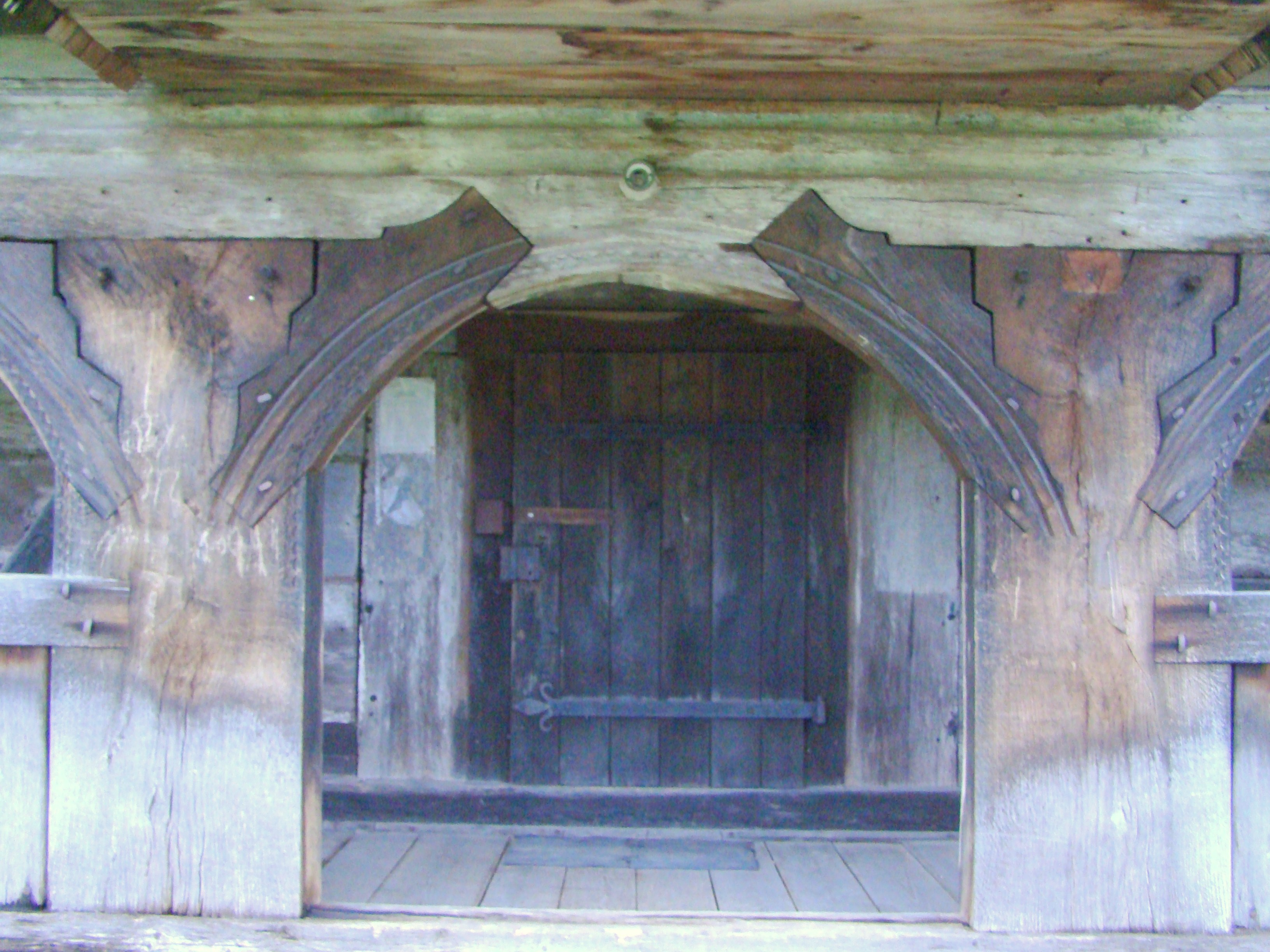
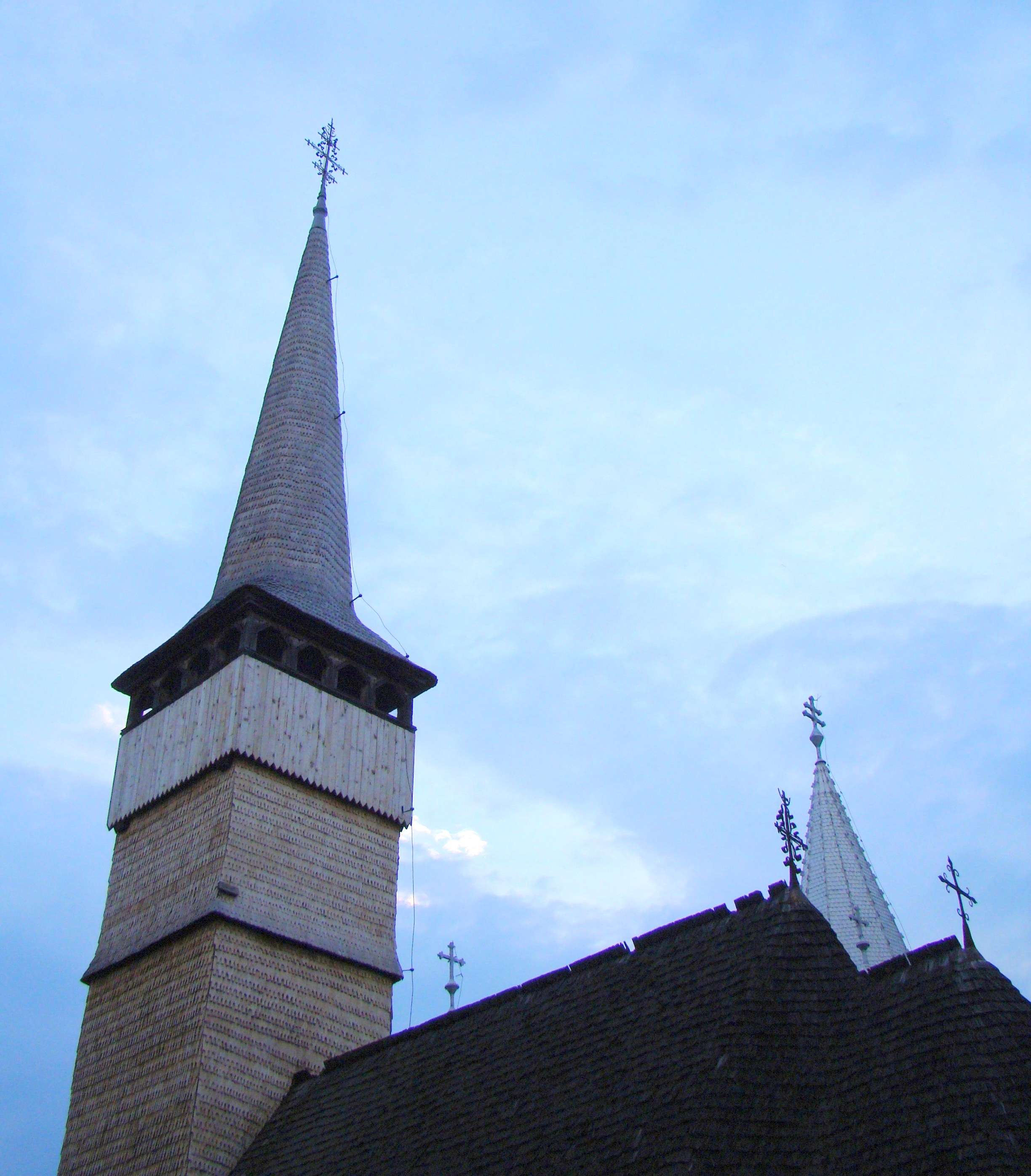
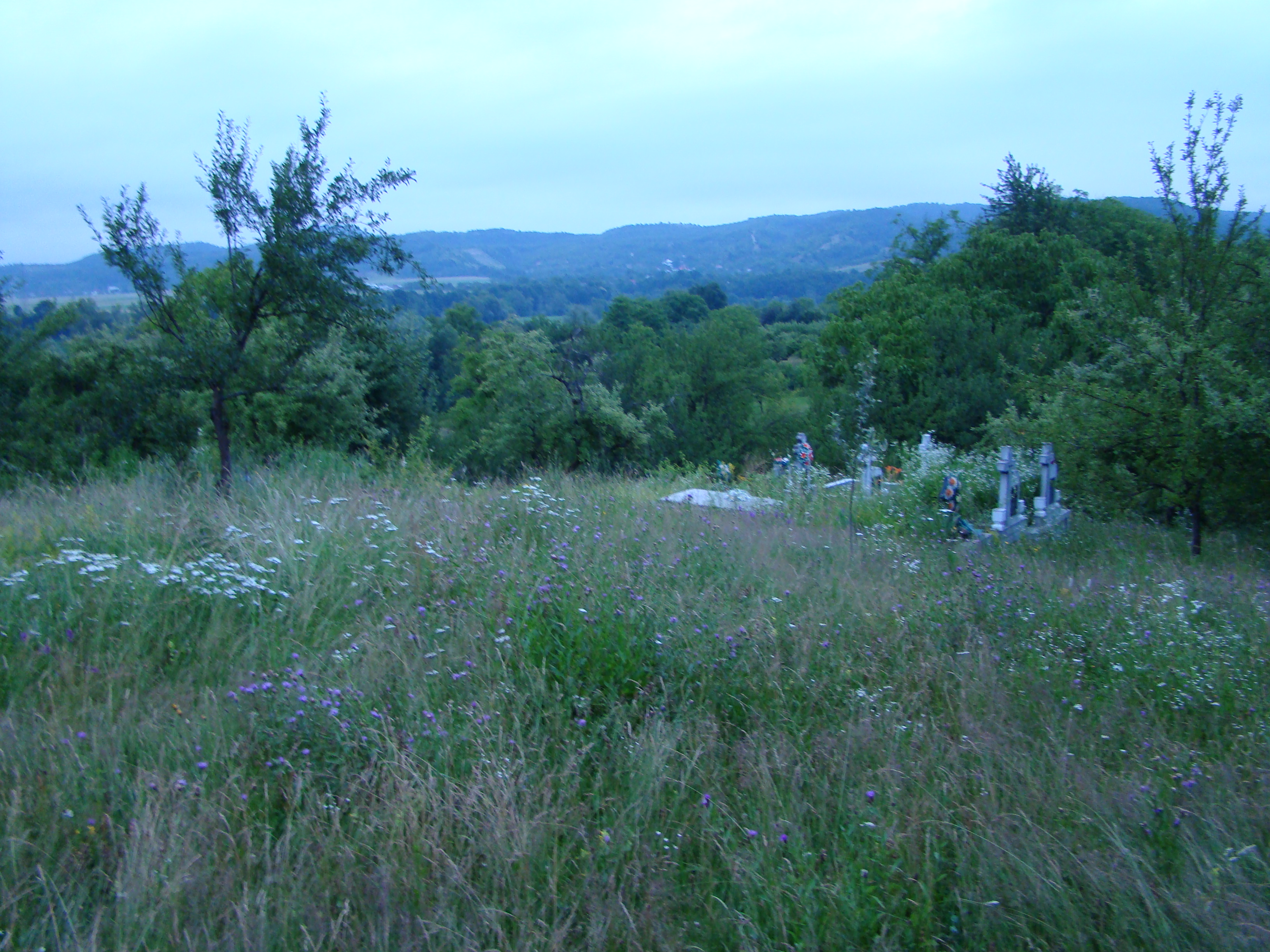
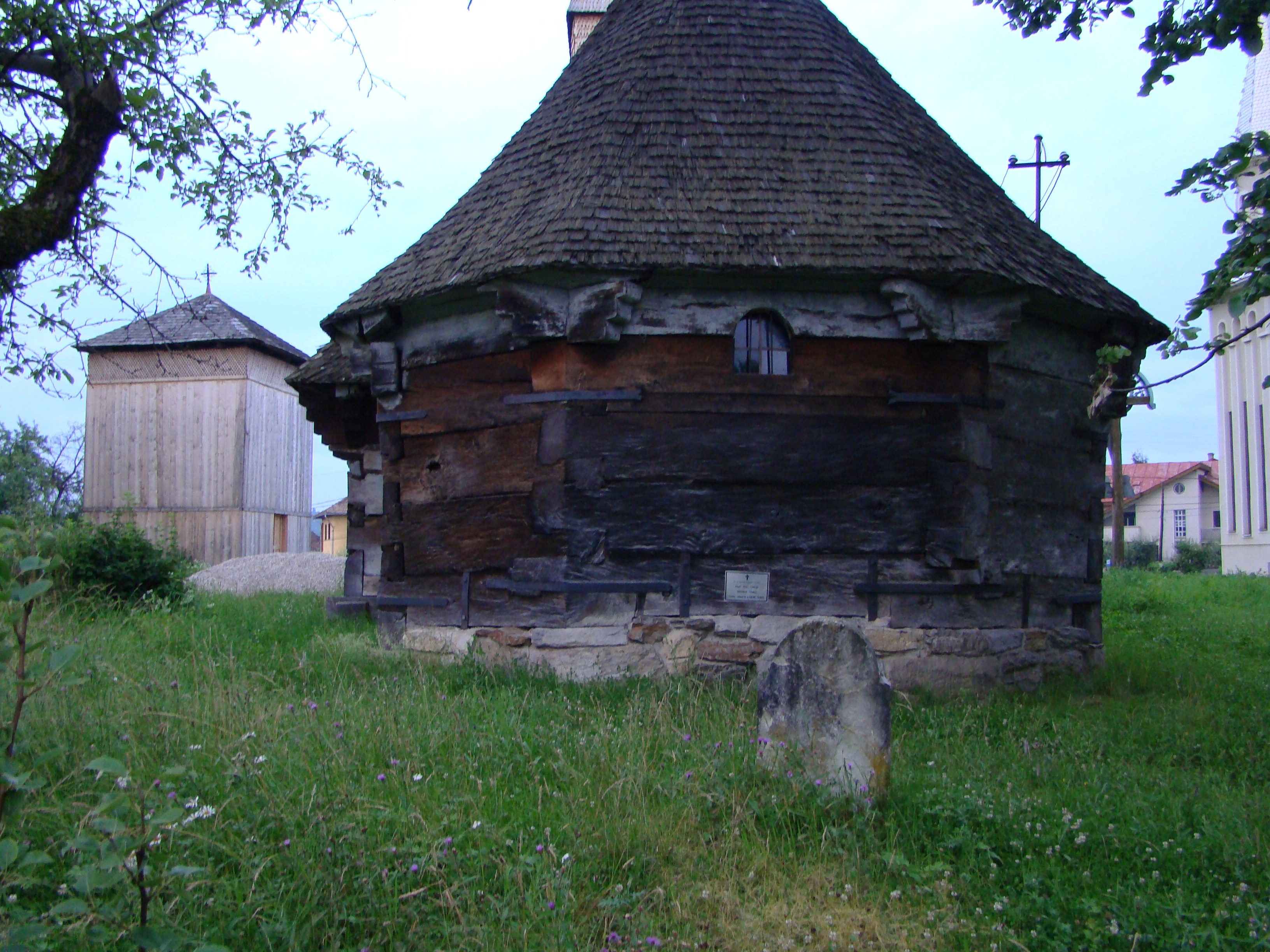
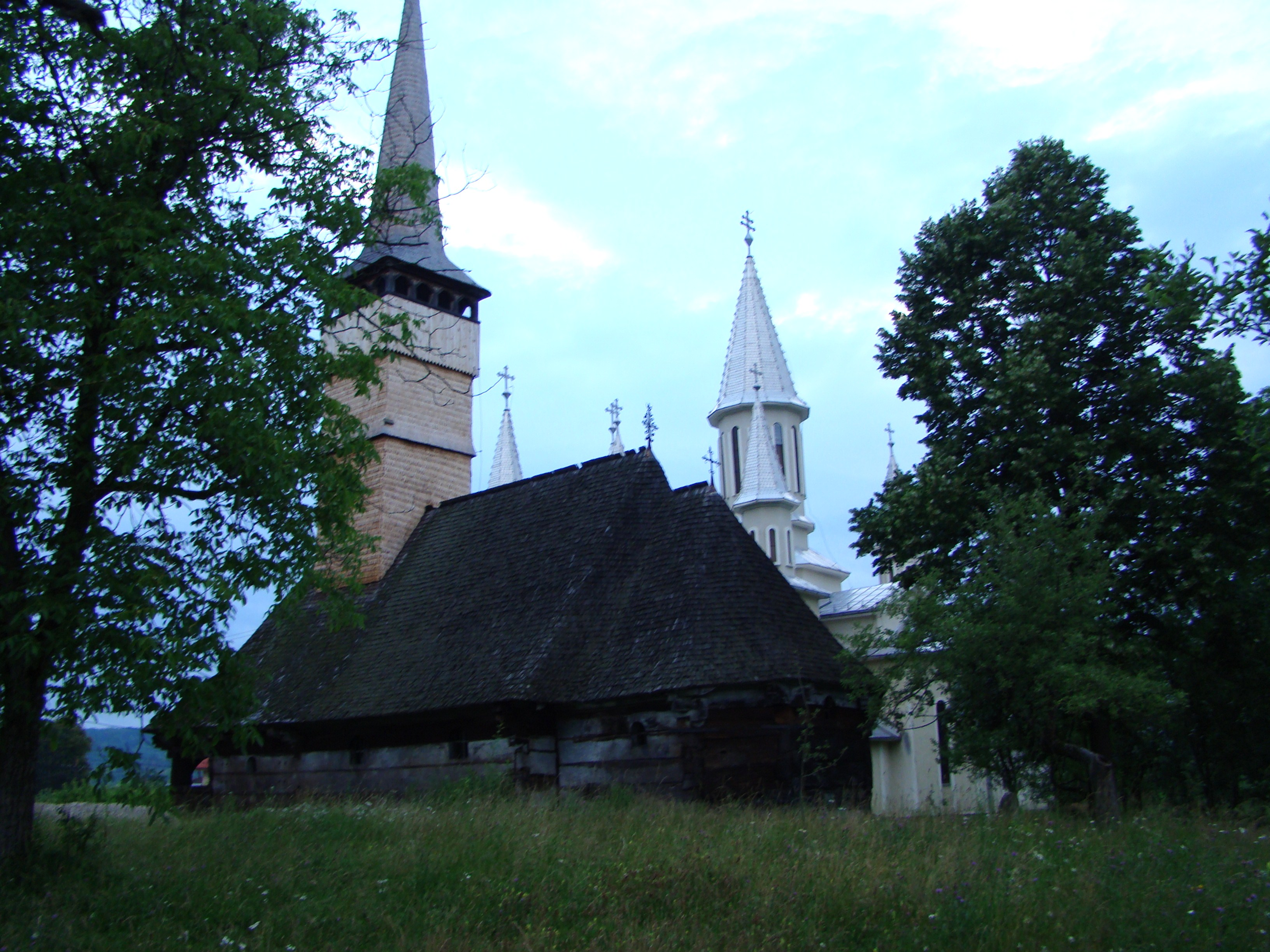
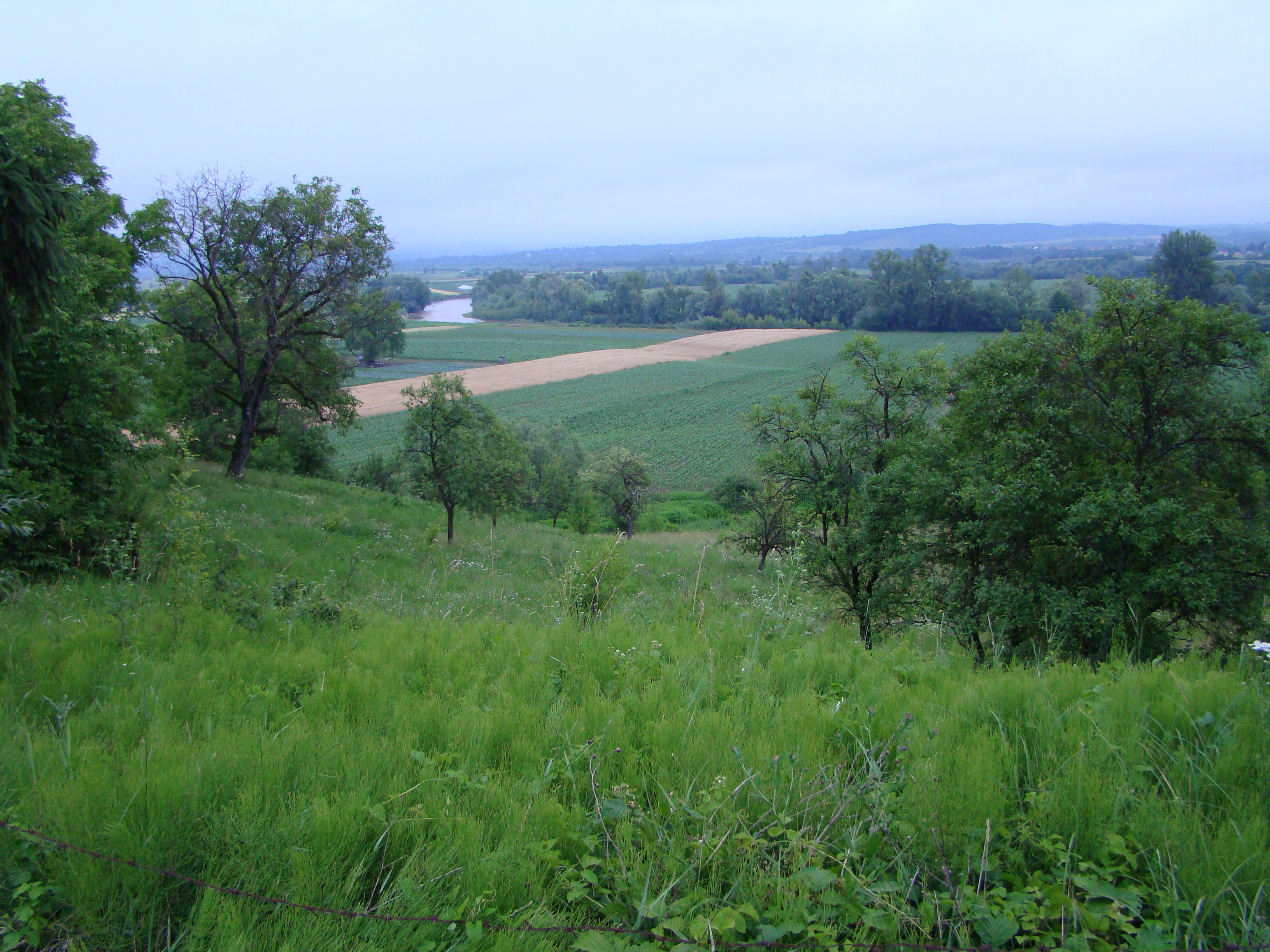
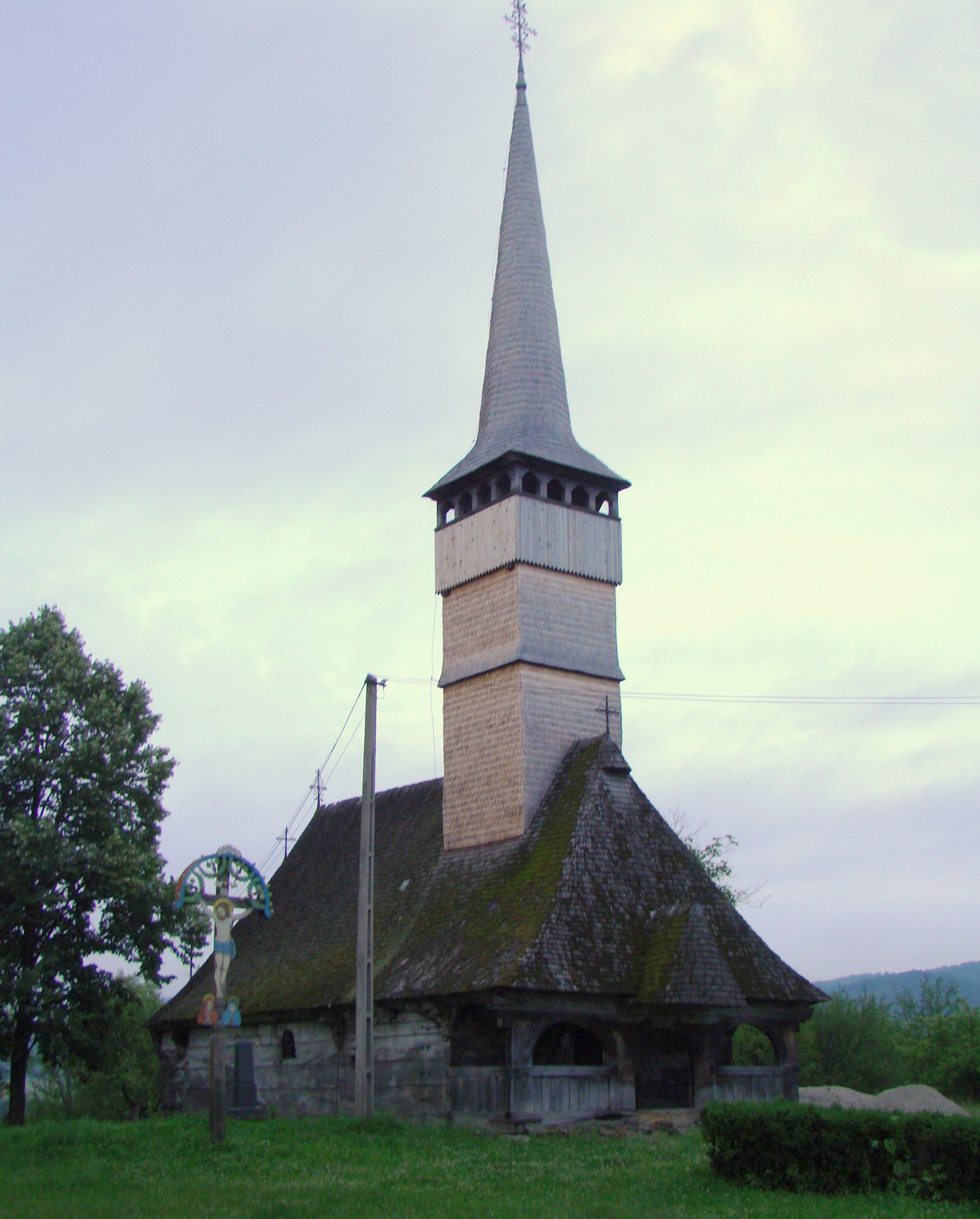
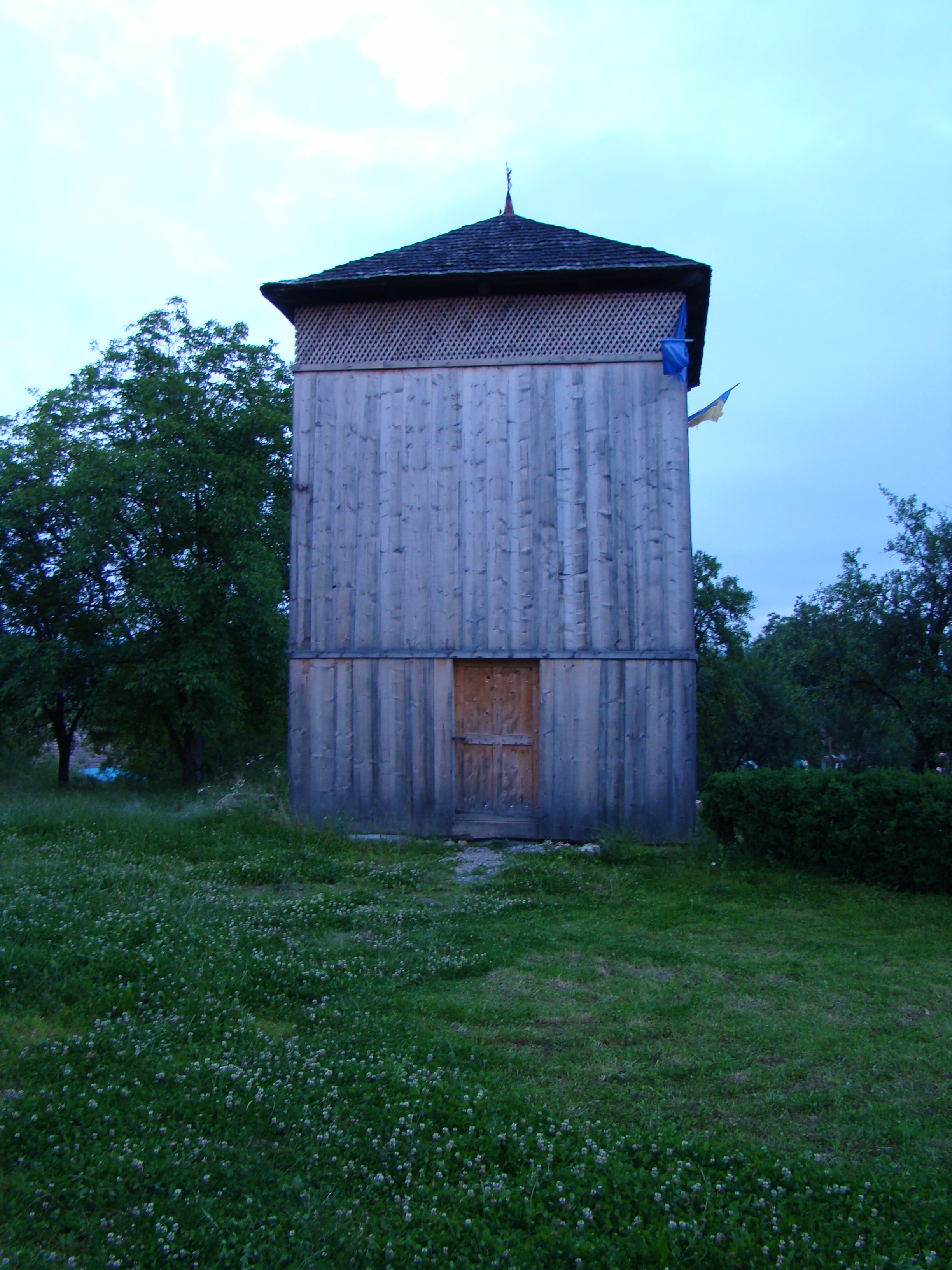
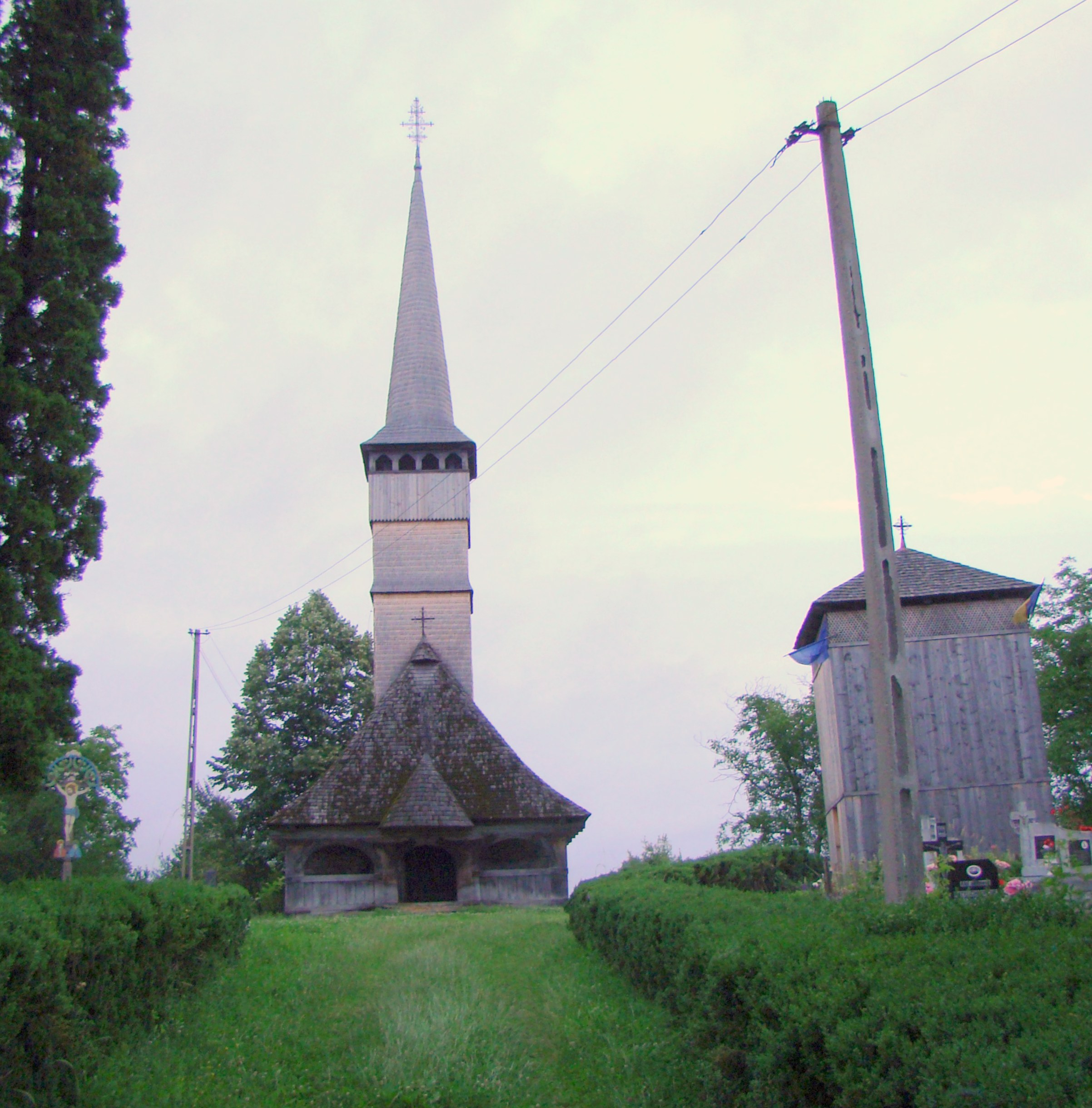

## Imagini din interior

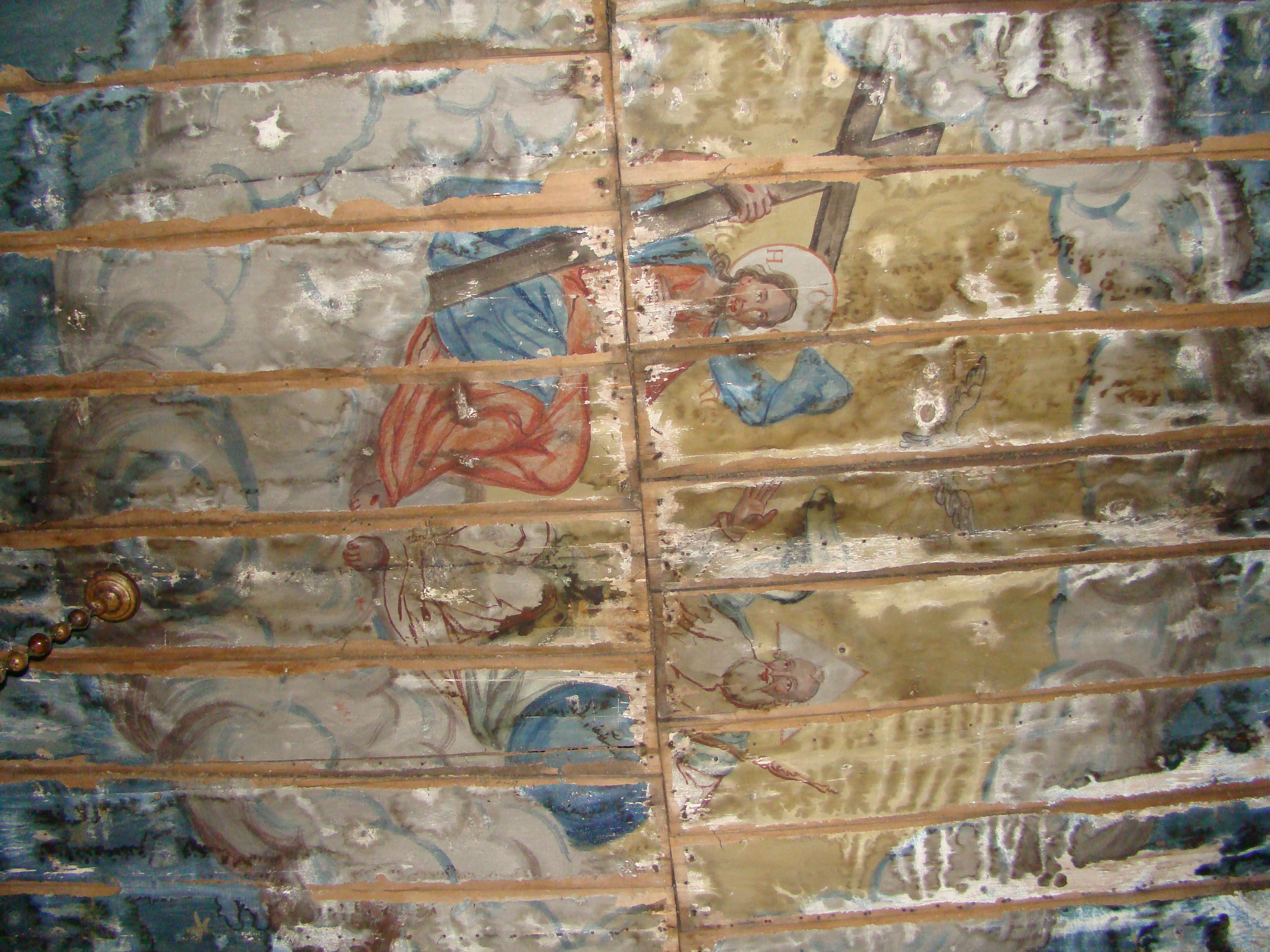
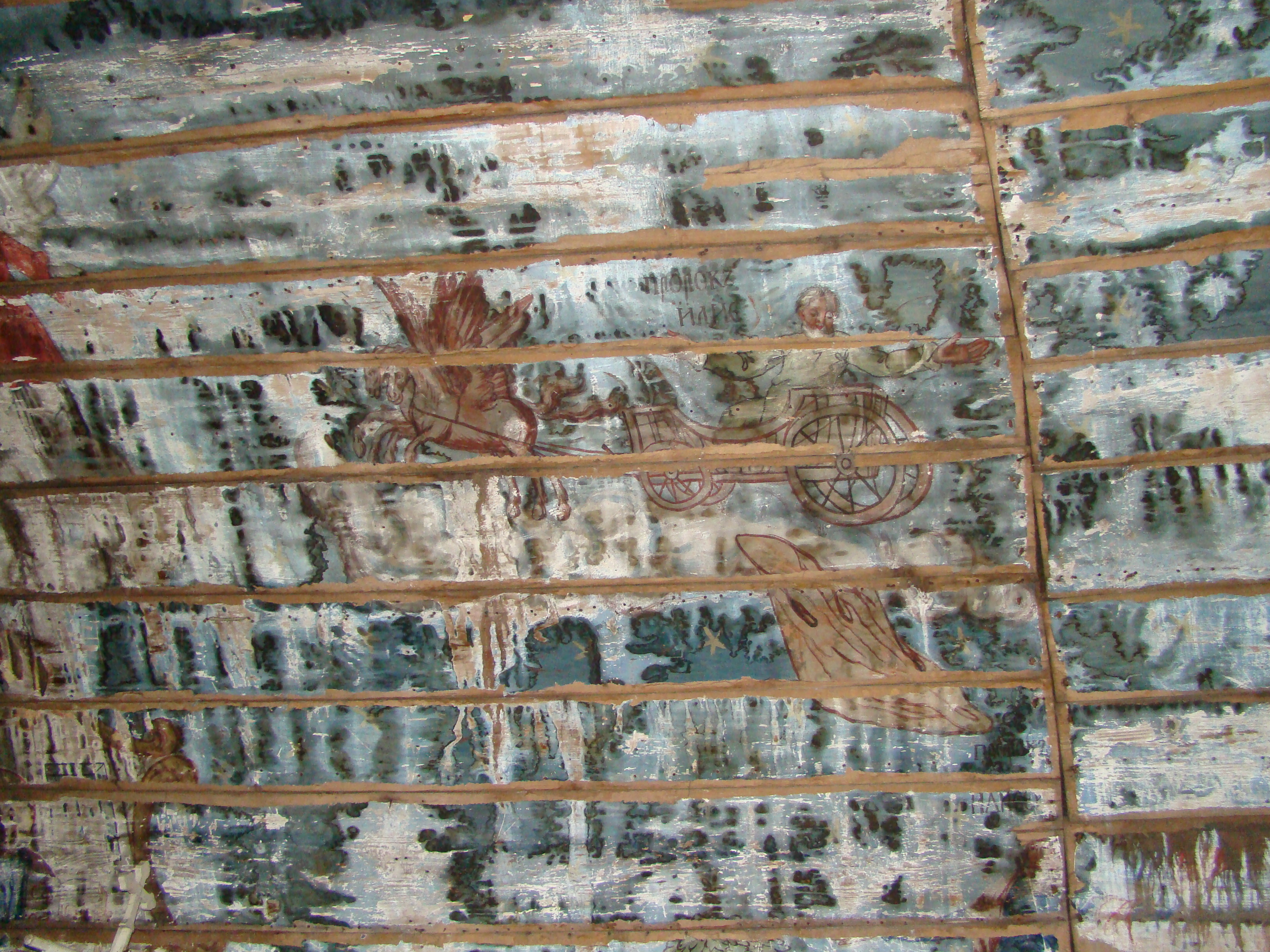
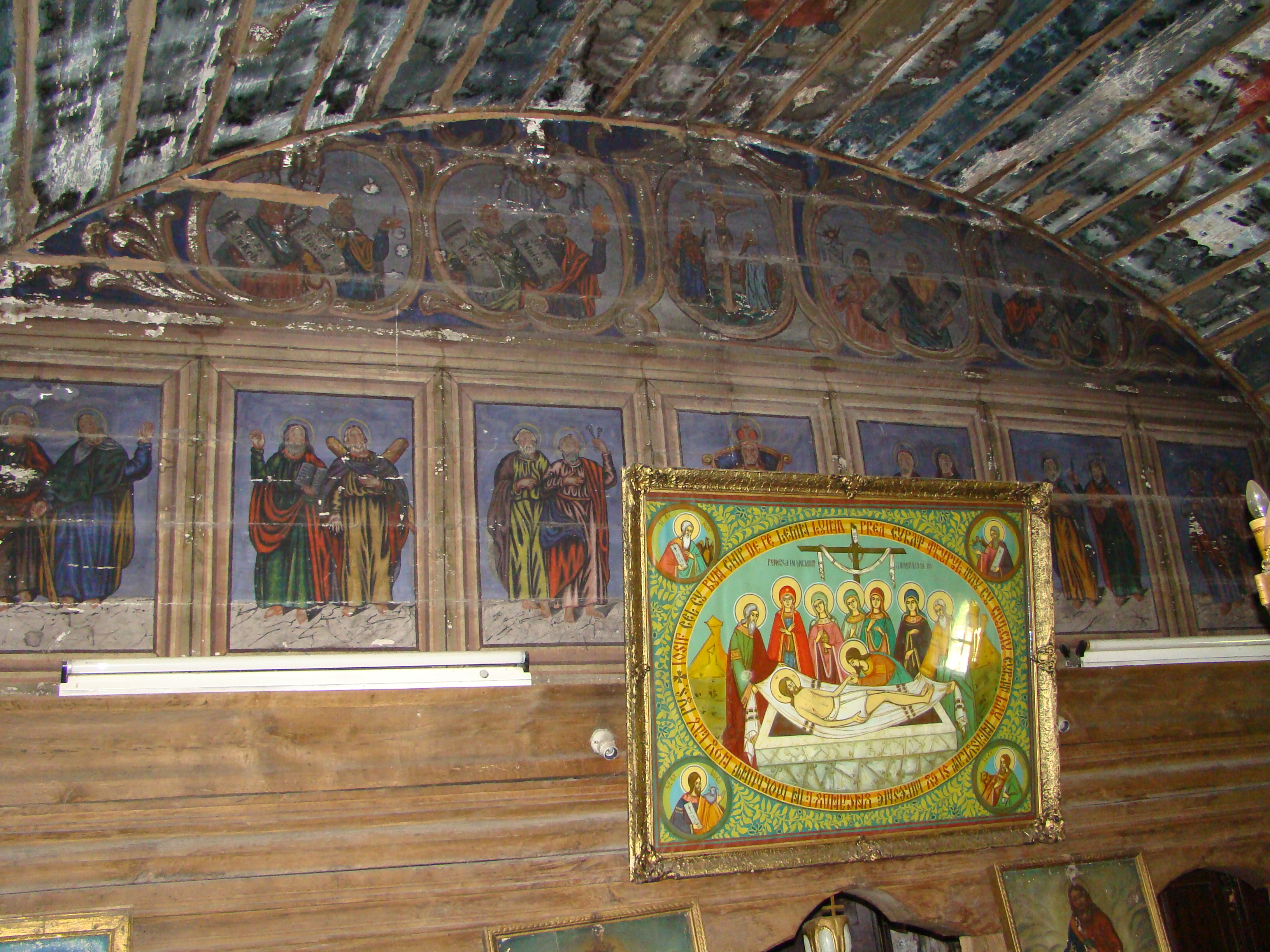
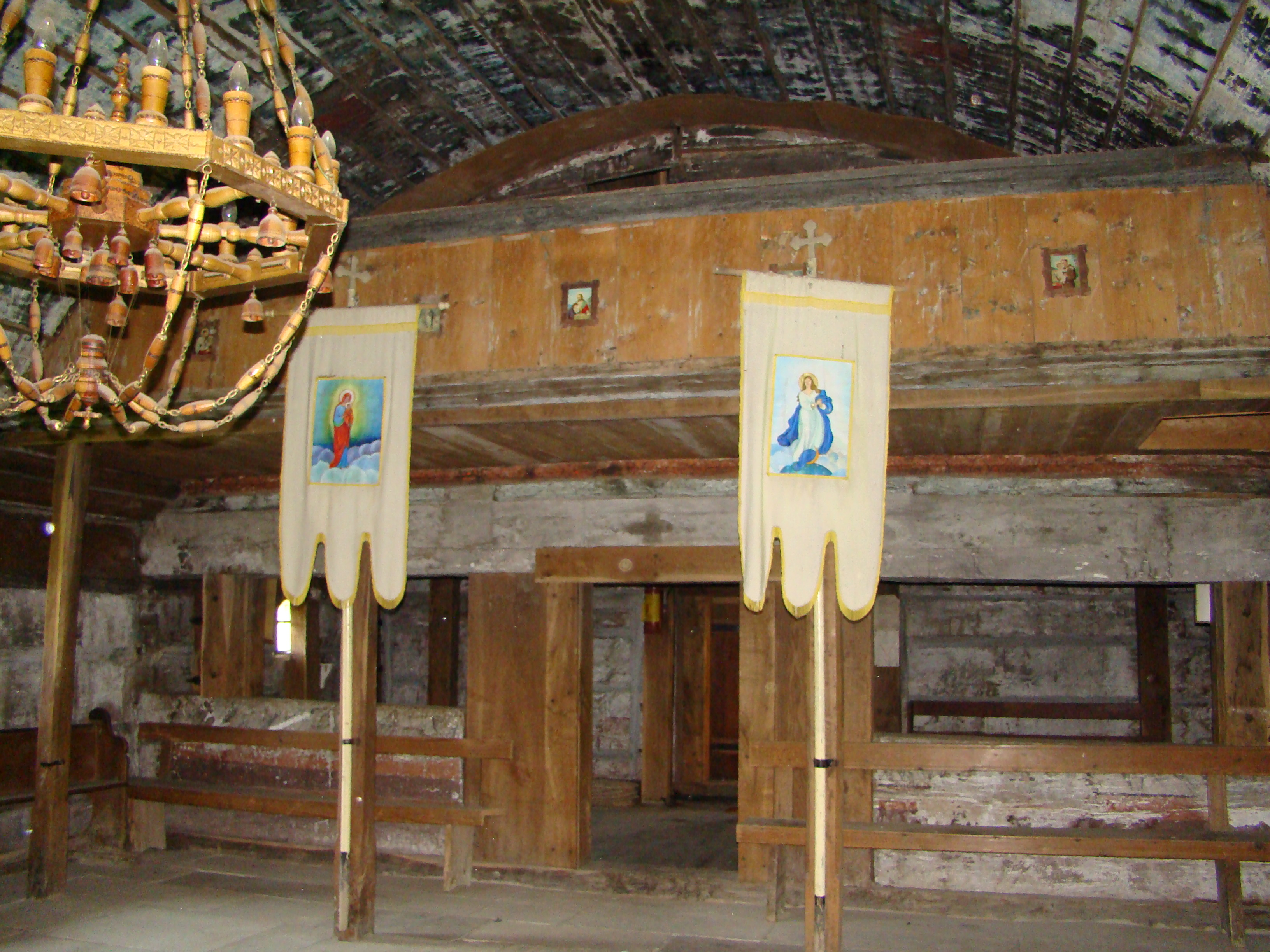
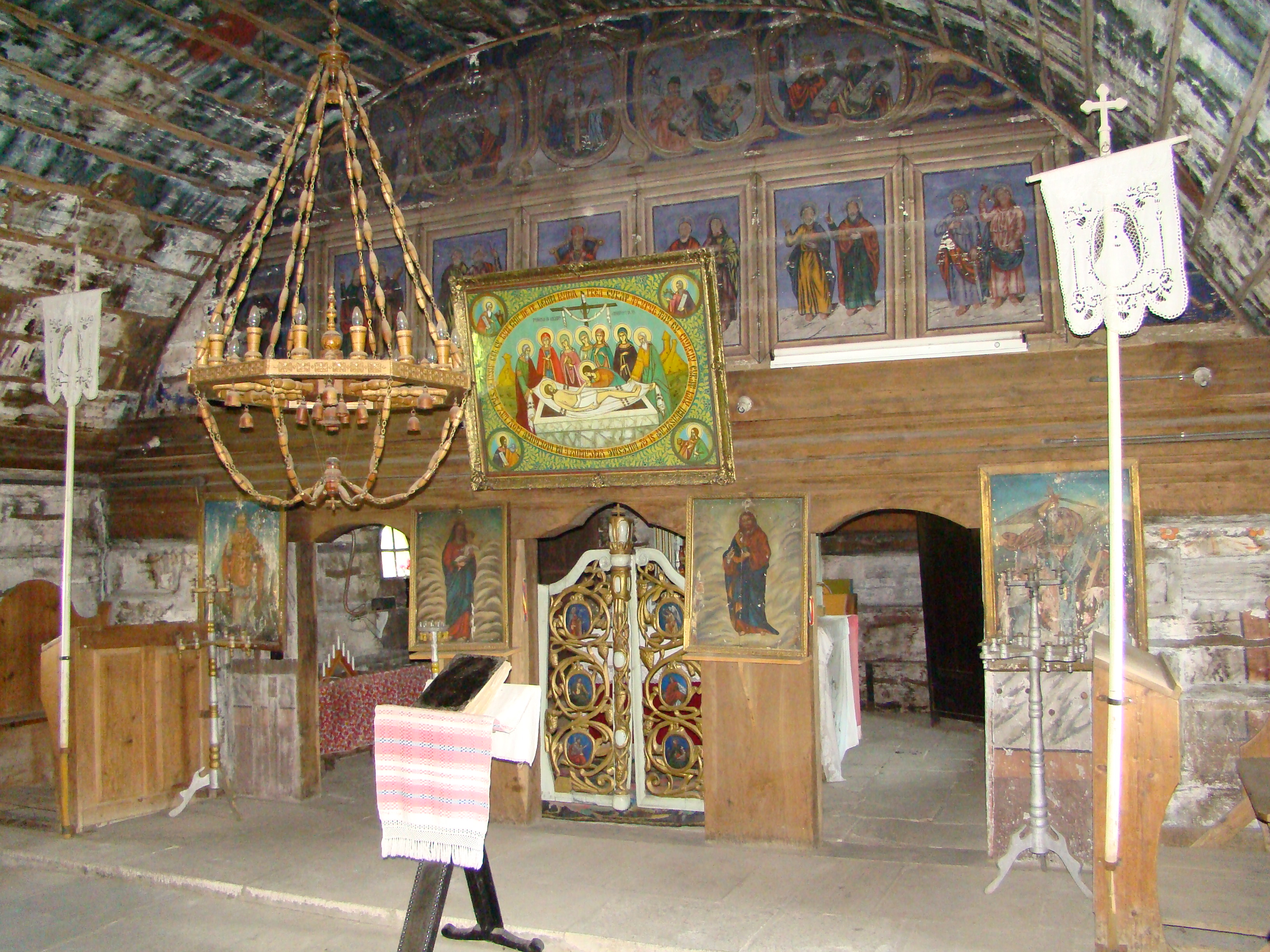
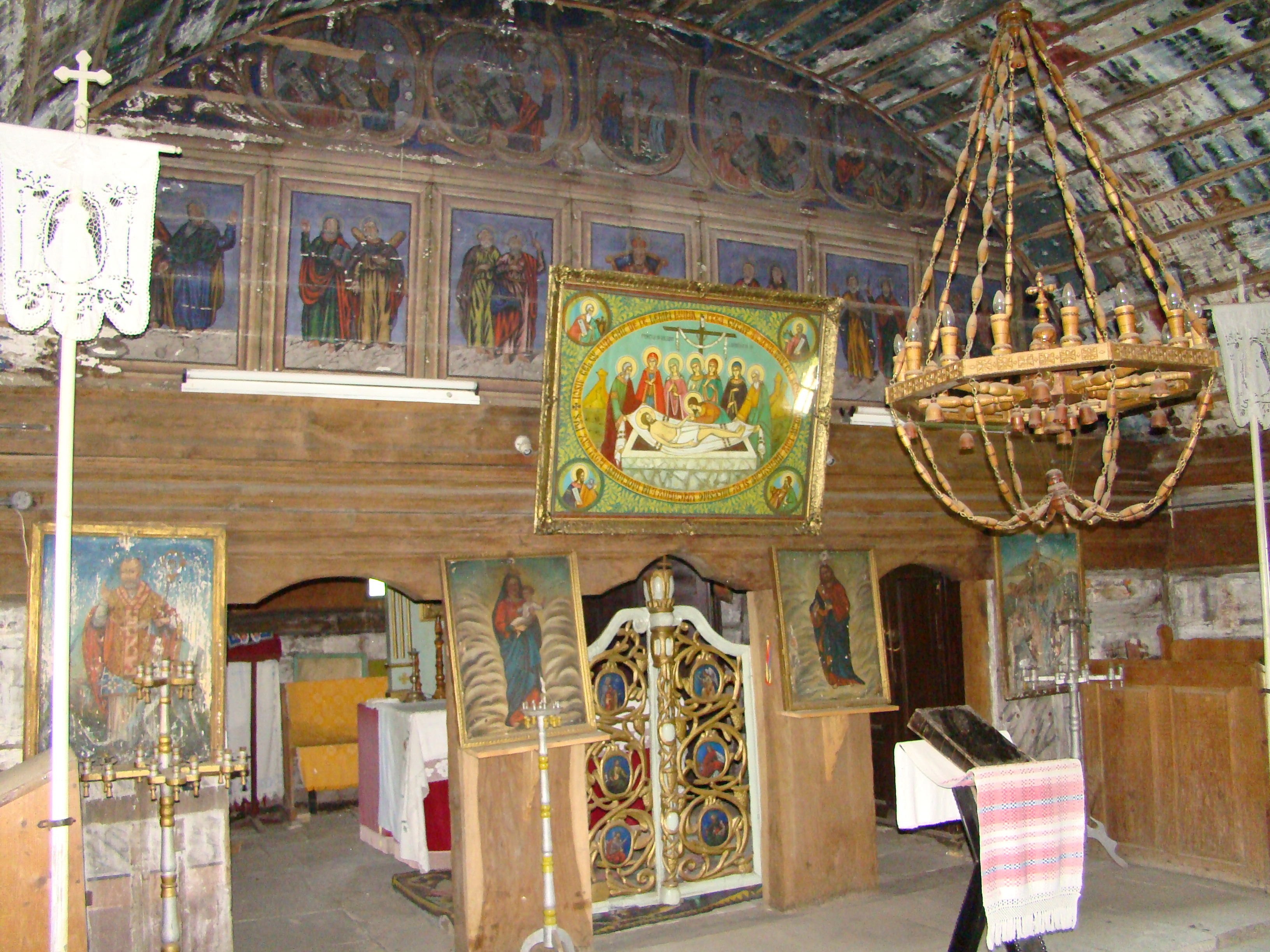
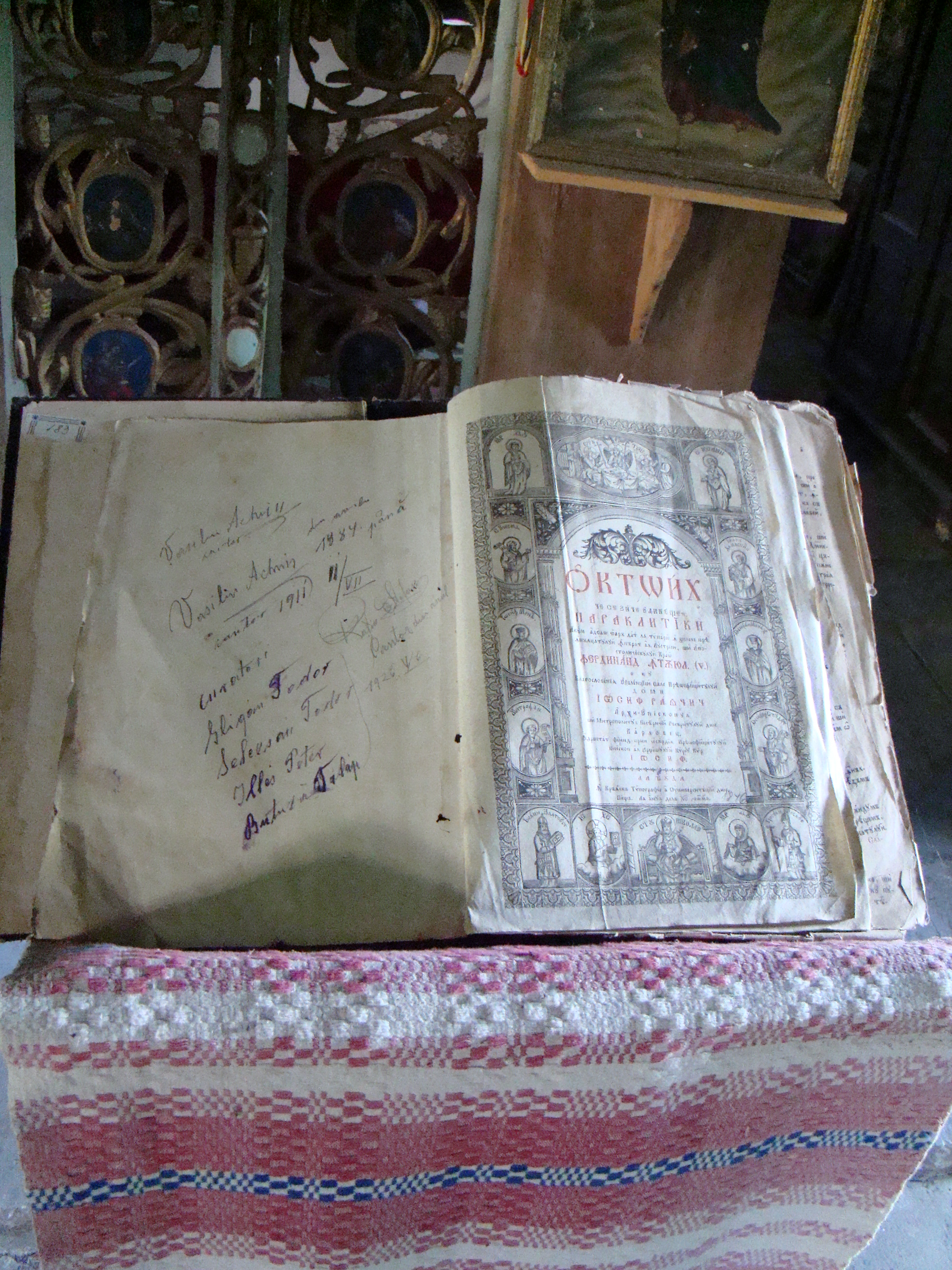
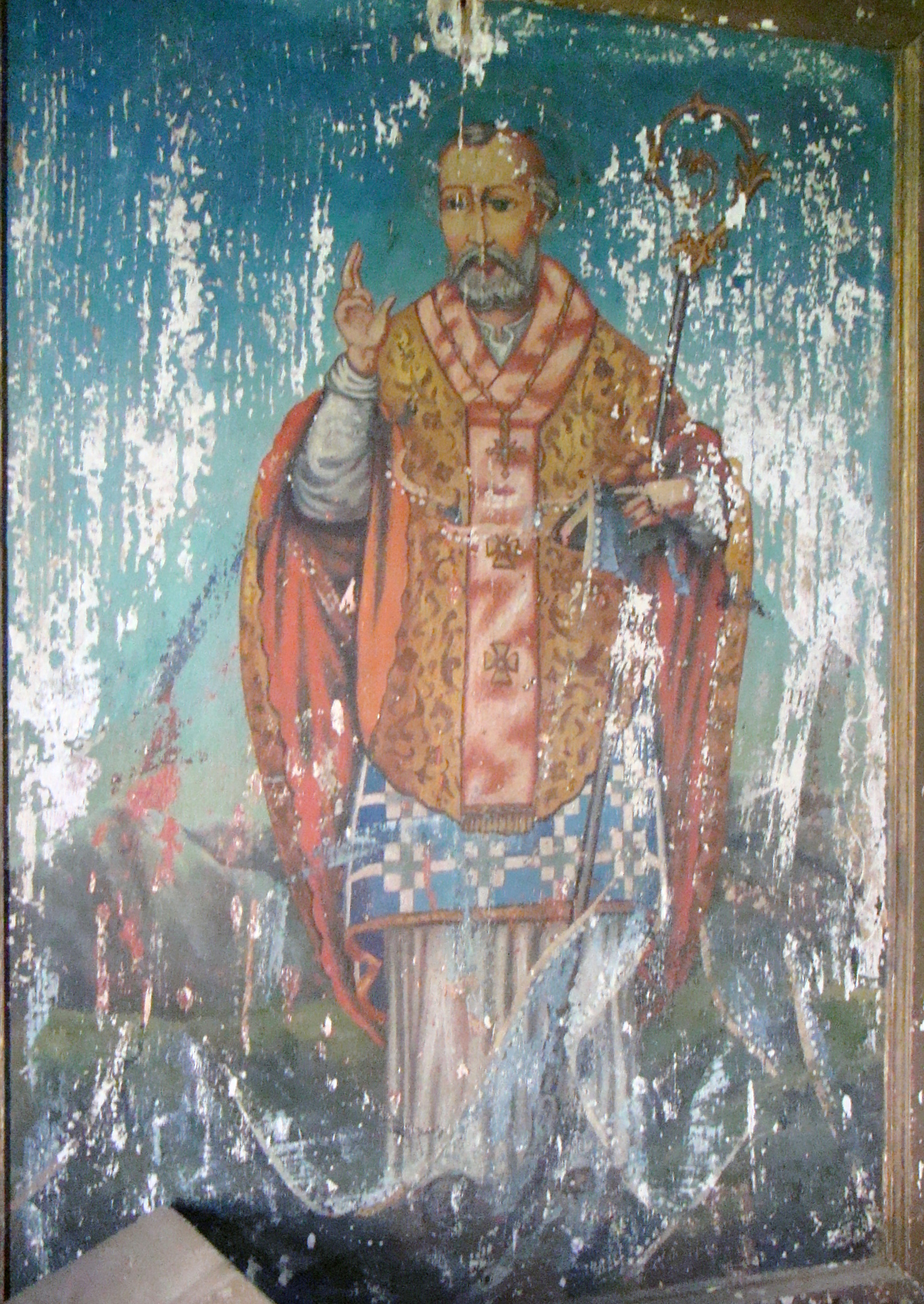
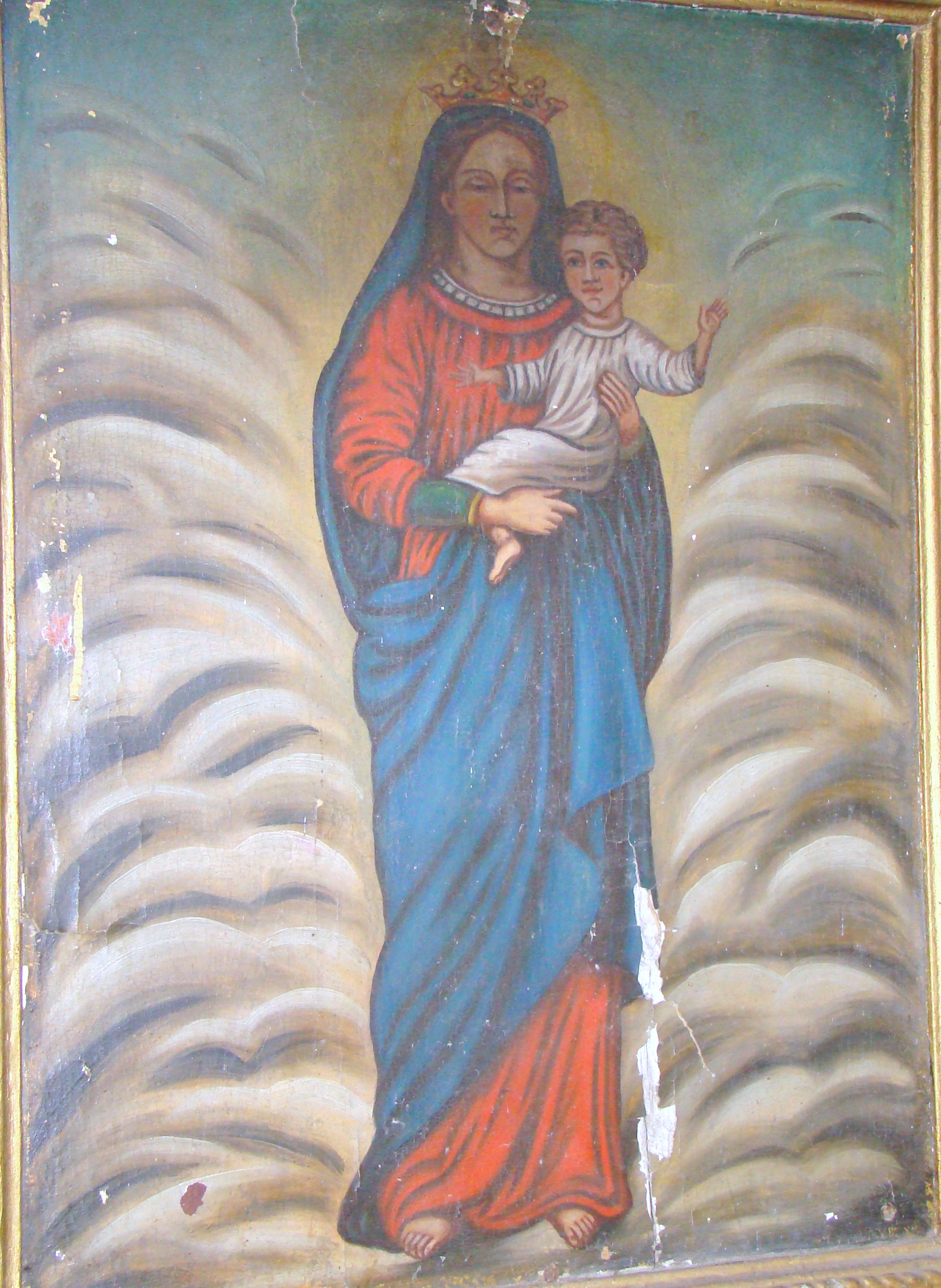
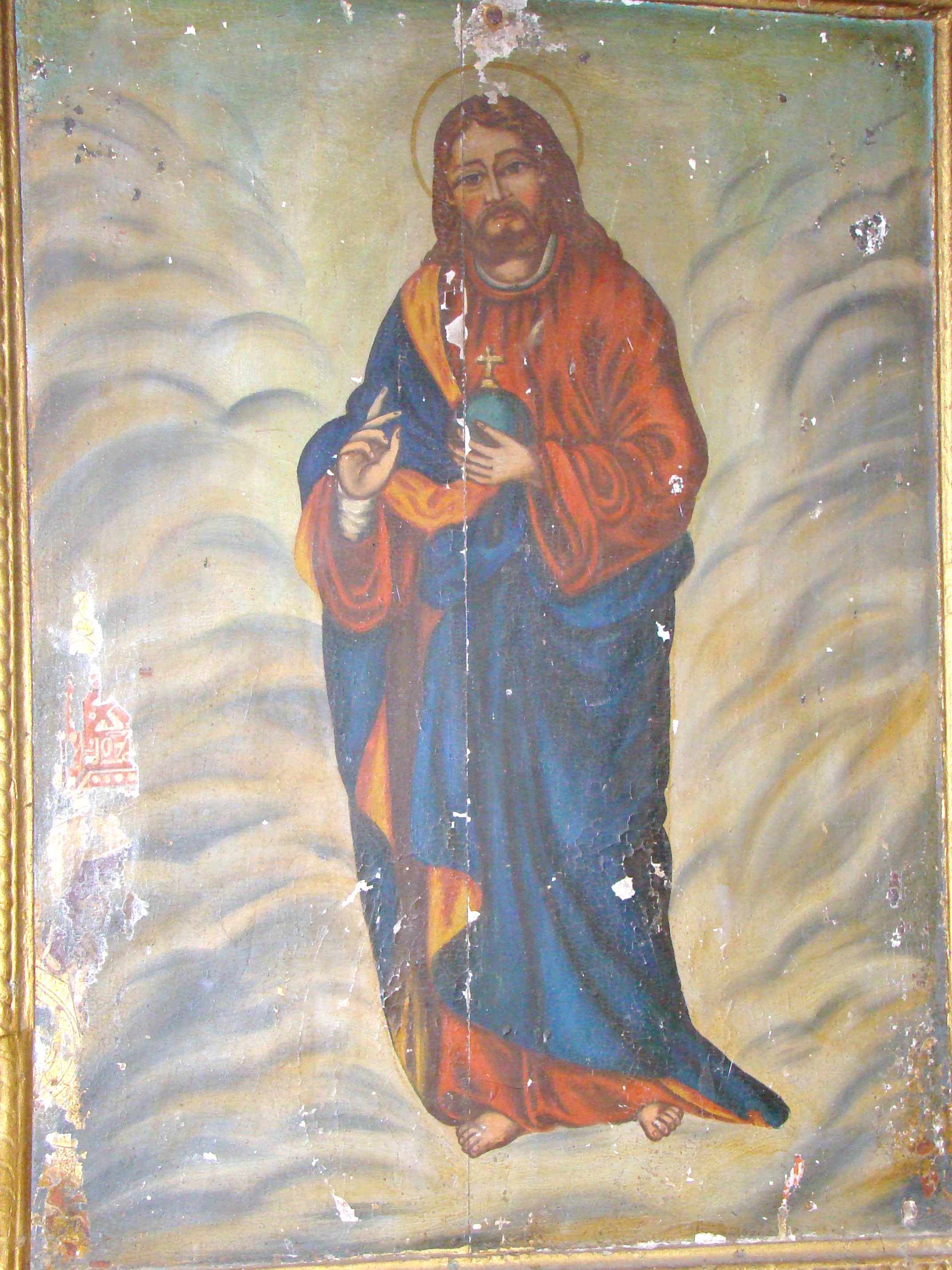
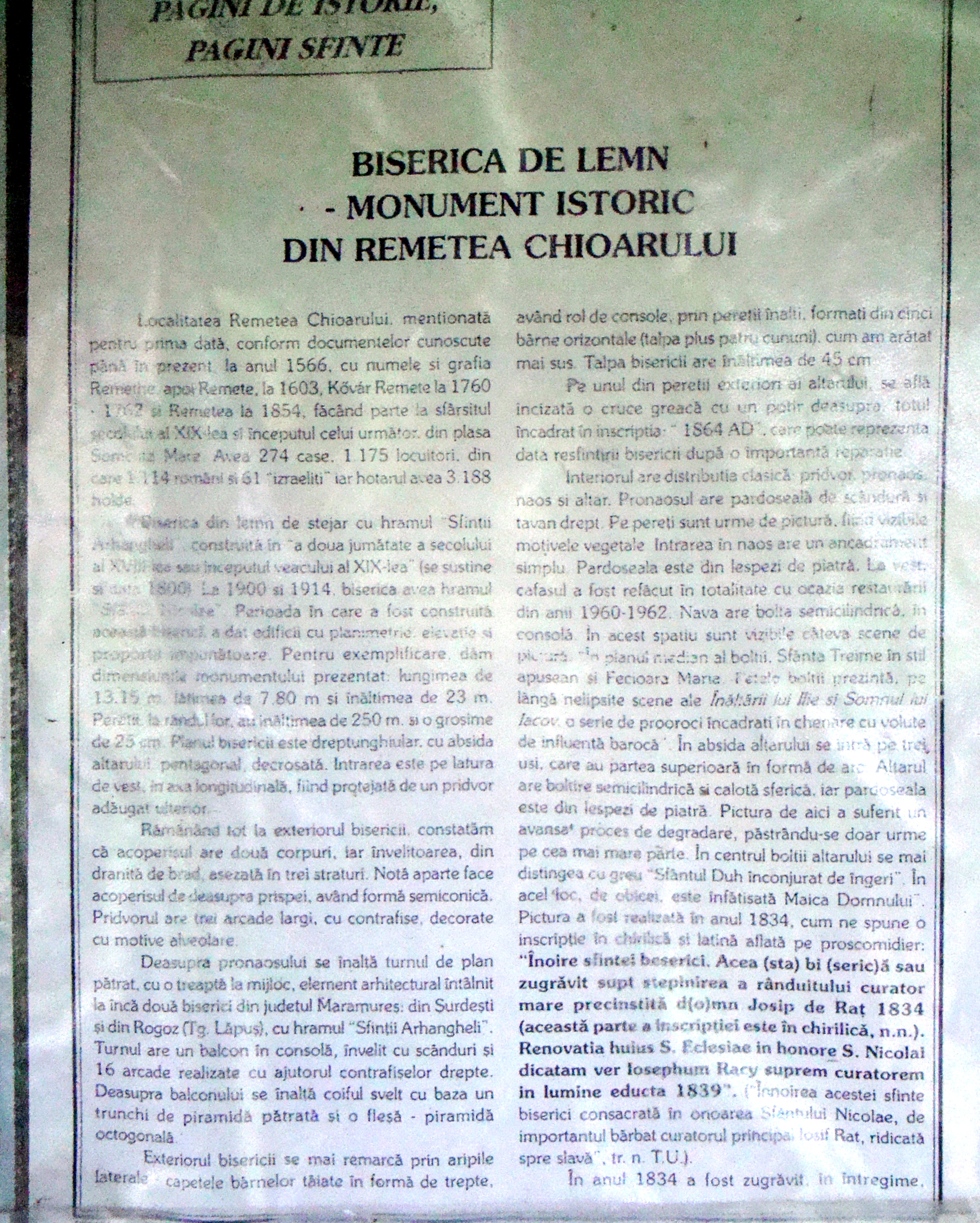